# Zsolt Nemcsik
Zsolt Nemcsik (Budapest, 15 agosto 1977) è uno schermidore ungherese, vincitore di una medaglia d'argento nella scherma ai giochi olimpici.

## Biografia
Nemcsik ha vinto la medaglia d'argento nel torneo individuale della sciabola maschile ai Giochi Olimpici di Atene 2004 (sconfitto in finale dall'italiano Aldo Montano con il punteggio di 15-14) e al Campionato mondiale di scherma 2006 a Torino (sconfitto in finale dallo sciabolatore russo Stanislav Pozdnjakov con il punteggio di 15-11).
Nel 2010 si è trasferito al Frascati Scherma, dove ha anche un ruolo di istruttore, pur proseguendo l'attività agonistica
Vive in Svizzera con la moglie, la tennista Gréta Arn.

## Palmarès
In carriera ha conseguito i seguenti risultati:
- Giochi Olimpici

Atene 2004: argento nella sciabola individuale.
- Mondiali di scherma

La Chaux de Fonds 1998: oro nella sciabola a squadre.
Nîmes 2001: argento nella sciabola a squadre.
L'Avana 2003: argento nella sciabola a squadre.
Torino 2006: argento nella sciabola individuale.
San Pietroburgo 2007: oro nella sciabola a squadre.
- Europei di scherma

Coblenza 2001: bronzo nella sciabola a squadre ed individuale.
Mosca 2002: bronzo nella sciabola a squadre.
Zalaegerszeg 2005: argento nella sciabola individuale.
Smirne 2006: argento nella sciabola a squadre.